# 21e régiment d'artillerie
Pour les articles homonymes, voir 21e régiment.
Le 21e régiment d'artillerie (21e RA) est une unité de l'armée française, formée pendant le siège de Paris en 1870.

## Création et différentes dénominations
- 1er novembre 1870 : formation du 21e régiment d'artillerie (21e RA)
- 1872 : reconstitution du 21e régiment d'artillerie conformément au décret du 20 avril 1872
- 1er octobre 1883: devient 21e régiment d'artillerie de campagne (20e RAC)
- 16 février 1919 : Régiment de marche n°21/265,  par regroupement avec le 265e régiment d'artillerie
- 1er juillet 1919 : 21e régiment d'artillerie de campagne, complété par le Ve groupe du 112e régiment d'artillerie lourde
- 1924 : 21e régiment d'artillerie divisionnaire (21e RAD)
- 1929 : dissous
- 1939 : ré-création du 21e régiment d'artillerie divisionnaire (21e RAD) (série A)
- 1940 : dissous

## Colonels et chefs de corps
- 3 novembre 1870 : François Victor Adolphe de Chanal
- 1870 : Paul Louis Jules Grévy[1] (frère de Jules Grévy)
- 24 mai 1871 : Charles François Lamandé
- 1876 : colonel Normand d'Authon
- 1882 : colonel Gebhart
- 1888 : colonel Émile Paul Doré[2]
- 1891 : colonel Louchet
- 1895 : colonel de Villiers de La Noue
- 1898 : colonel Massenet
- 1914 : colonel Kappes
- 1916 : colonel Maucorps
- 1918 : lieutenant-colonel d'Escrienne
- 1er juillet 1919 : colonel Carvallo

## Historique des garnisons, combats et batailles du21eRA

### 1870 à 1914
Le régiment est formé le 1er novembre 1870 pendant le siège de Paris, à partir des,, :
- 1re batterie du dépôt d'artillerie du régiment monté de la Garde impériale
- 2e batterie du dépôt d'artillerie du régiment monté de la Garde impériale
- 3e batterie du dépôt d'artillerie du régiment monté de la Garde impériale
- 4e batterie du 2e régiment d'artillerie
- 5e batterie du 3e régiment d'artillerie}
- 6e batterie du 3e régiment d'artillerie
- 7e batterie du 6e régiment d'artillerie
- 8e batterie du 7e régiment d'artillerie
- 9e batterie du 8e régiment d'artillerie
- 10e batterie du 9e régiment d'artillerie
- 11e batterie du 18e régiment d'artillerie

Le régiment participe à la défense de Paris et se trouve engagé :
- du 30 novembre au 2 décembre 1870 dans les batailles de Villiers et de Champigny durant lesquelles les 5e, 8e, 9e et 10e batteries se font largement remarquées.
- le 21 décembre 1870 à la deuxième bataille du Bourget ou 9 batteries sont engagées et la 11e batterie canonne de 8 heures du matin à 3 heures et demi du soir.
- le 19 janvier 1871 à la bataille de Buzenval, ou la 5e batterie contient par son feu l'ennemi dans le parc de Longboyau.
- la 1re batterie participe, durant tout le siège, à la défense du fort d'Issy

Envoyé à La Rochelle en mars 1871, il est reconstitué avec 8 de ses batteries, 1 batterie du 13e régiment d'artillerie et 2 batteries à cheval du 24e régiment d'artillerie conformément au décret du 20 avril 1872. 
En 1873, il fait partie de la 12e brigade d'artillerie, garde 9 de ses batteries, reçoit 1 batterie du 20e régiment d'artillerie et verse 1 batterie montée au 33e régiment d'artillerie et ses 2 batteries à cheval au 34e régiment d'artillerie.
Il est en garnison à Angoulême en 1914.

### Première Guerre mondiale
(janvier 2021).

#### Affectations et constitution
- Le 2 août 1914 le 21e RAC est mobilisé à Angoulême en Charente.

Le régiment fait partie de :
- 12e brigade d’artillerie
- 23e division d’infanterie du général Leblond
- 12e corps d’armée du général Roques
- IVe armée du général Langle de Carry

- Constitution en 1914 :
  - 3 groupes de 9 batteries de 75 (36 canons), sous le commandement du colonel Kappes et du lieutenant-colonel Evrard.

#### 1914
Mobilisation
- 2 août : Mobilisation du 21e régiment d’artillerie de campagne à Angoulême 
Le régiment fait partie en temps de paix de la 12e brigade d’artillerie et constitue l’artillerie de la 23e division d’infanterie du 12e corps d’armée.
- 5 et 6 août : Le 21e RAC embarque à Angoulême et Ruelle
- 7 et 8 août : Le régiment débarque à Sainte-Menehould et dans son voisinage.
- À partir du 9 août il traverse l’Argonne et cantonne à Lamouilly sur la Chiers.

Bataille des Frontières
- Le 20 août, la 23e division est alertée et

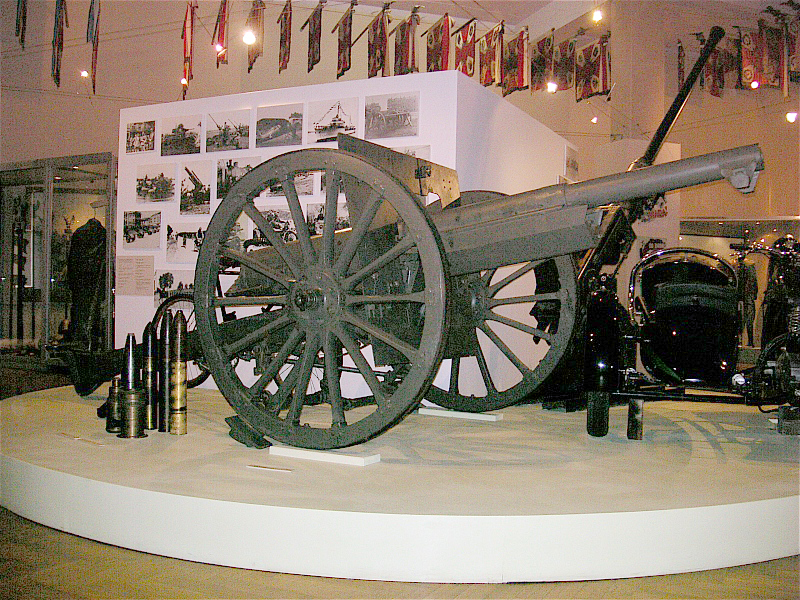
Canon de 75

- Le 21 août elle entre en Belgique. La 8e batterie du 3e groupe et le 138e RI qui forment l’avant-garde débouchent sur la Semois entre Jamoigne et Florenville et font reculer les forces allemandes qui sont poursuivies pendant 2 jours.
- Le 23 août, la 23e DI combat aux environs de Menugoutte et Straimont situés à 10 km au sud-ouest de Neufchâteau mais est obligée de se replier par Chiny, Florenville… Margut en compagnie de convois de blessés et des habitants fuyant l’invasion.
- Les 25 et 26 août, après avoir traversé le bois d’Inor, le régiment passe la Meuse entre Pouilly et Beaumont-en-Argonne et se met en batterie sur la rive ouest.
- Pendant 3 jours, dans le secteur Luzy-Saint-Martin-Cesse le 12e corps et les 3e et 7e régiments d’infanterie coloniale tiennent en échec et forcent même l’ennemi à reculer.
- Le 29 août, se conformant au mouvement général de retraite, les batteries prennent la route, traversent Vouziers puis atteignent Vitry-le-François.

Bataille de la Marne
- 6 septembre : appliquant les ordres du général Foch, le 21e cesse son repli et prend position entre Sompuis et Vitry le François. C’est le début de la bataille de la Marne
- 7 septembre : Les 3 groupes du 21e RAC sont en batterie :
  - Les 1er et 3e groupes à l’ouest de Sompuis, près de la ferme des Grandes-Perthes
  - Le 2e groupe près de Châtel-Raould
Face à eux le 8e corps allemand de la IVe armée commandée par le duc Albert de Wurtemberg.
Vers 7 heures, l’artillerie allemande bombarde les positions, puis les fantassins lancent l’assaut : 
Les caissons flambent, les hommes tombent. 
Le chef d’escadron Antoine Boisseuil, commandant le 1er groupe, est tué et à la 9e batterie, une pièce n’a plus de servants. Les 5e et 8e batteries sont également touchées.
Au 2e groupe, plus du tiers des 4e et 5e batteries sont hors de combat.
- Le 8 septembre, l’intensité du bombardement et des attaques d’infanterie ne faiblit pas et, au soir, tous les officiers du 2e groupe sont hors de combat[N 1]. Le commandement passe au capitaine Étienne Neyraud du 52e RAC[N 2].
- Les 9 et 10 septembre, le combat continue, mais avec moins d’intensité. L’ennemi a reculé et le 3e groupe se déplace en avant de Sompuis entre des tas de cadavres de fantassins saxons.
- Le 11 septembre, l’armée française commence à poursuivre l’armée allemande vers le Nord. Le 12e corps libère Vitry le François et le 21e RAC passe la Marne à Couvrot, au Nord de Vitry le François.
- 17 septembre : Le 21e s’arrête devant Perthes-lès-Hurlus qu’il bombarde permettant
- Le 18 septembre aux fantassins de la 23e DI d’entrer.
- 19 septembre : L’ensemble de la 23e DI se rassemble dans le camp de Châlons entre Vadenay et Mourmelon et s’arrête pendant 2 jours.

Devant Reims
- Le 21 septembre, la division franchit la montagne de Reims et arrive dans les abords immédiats de la cité des rois, où elle est accueillie par des obus tirés depuis les hauteurs de Berru, et s’installe près de Taissy et Saint-Léonard.
- 26 et 27 septembre : C’est le combat de Saint Léonard[N 3]. Les premières lignes françaises tenues par le 63e RI sont submergées par une attaque soudaine des régiments de la Garde prussienne. La 9e batterie, installée à Reims, dans la ville même, entre alors en action fauchant les vagues d’assaut sans cesse renouvelées. Les Allemands laissent un millier de cadavres sur le terrain mais le seul 2e bataillon du 63e RI perd 11 officiers et 550 hommes.

La Champagne
- Le 2 octobre, le régiment arrive près de Suippes, où il tient une position entre cette ville et Jonchery.
- Du 3 octobre au 1er novembre, les groupes s’étalent entre les carrières de Jonchery, situées non loin du moulin de Chantereine, et Saint Hilaire le Grand. Ce secteur, relativement calme, permet aux soldats de prendre du repos, de fortifier leur position, de construire abris, boyaux de circulation. Toutefois, l’artillerie allemande tonne régulièrement à laquelle répondent les batteries du 21e RAC.
- À partir du 1er novembre, la vie de secteur devient monotone, pénible, mais toujours meurtrière. Le 21e RAC a pour secteur de tir Auberive, L’Epine de Vedegrange, le Bois en Y et le Bois B.
- Du 18 au 20 décembre, les 1er et 3e groupes du 21e se mettent en batterie le long de l'Ain, entre Saint Hilaire et Souain, afin de soutenir une quatrième attaque contre le bois B.
- Le 21 décembre, à 9 h 30, après une heure de préparation d’artillerie, les fantassins du 63e RI se lancent à l’assaut de la forteresse. Ils sont aussitôt accueillis par l’artillerie et les mitrailleuses allemandes. Le 63e RI perd 11 officiers et plus de 400 hommes.

#### 1915
- Du 22 décembre 1914 au 23 mars 1915, le secteur reprend son existence monotone mais néanmoins dure et meurtrière, avec la pluie, la neige, le froid.
- Le 24 mars 1915, le 21e RAC est relevé par le 26e RAC et part pour la première fois au repos, dans la vallée de la Moivre au Sud-Est de Chalons-sur-Marne.
- En avril, une batterie de 75mm participe à la bataille du Reichsackerkopf.

Front de Lorraine
- 30 mars. Le régiment embarque à Châlons en direction de la Lorraine et le
- 31 mars. Il est débarqué et immédiatement dirigé vers le front.
- 1er avril. Le régiment arrive à l’Ouest du Bois-le-Prêtre, dans la région de Mamey, aux lisières du bois de la lampe, du bois Brûlé et de la forêt de Puvenelle.
- 2 avril. Le 21e se met en batterie.
- 3 au 25 avril. Le 21e accompagne une attaque de grande envergure contre Thiaucourt[N 4] qui se termine par un succès partiel, à cause du temps abominable. Après quelques jours de calme à cause du froid et de la neige, les Allemands lancent de nombreuses contre-attaques pour reprendre le terrain perdu.
- 12 mai. Les batteries sont déplacées vers l’Est dans le ravin de Limey.
- 9 juin. 2 groupes partent au repos à Pierre la Treiche et Bicqueley près de Toul.
- 12 juin. Le 3e groupe, resté en position d’appui devant Flirey et au bois de La Voisogne[N 5], part également au repos.
- 16 juin. le régiment est transporté dans la région d’Amiens où il est mis au repos pendant 1 mois.

L'Artois

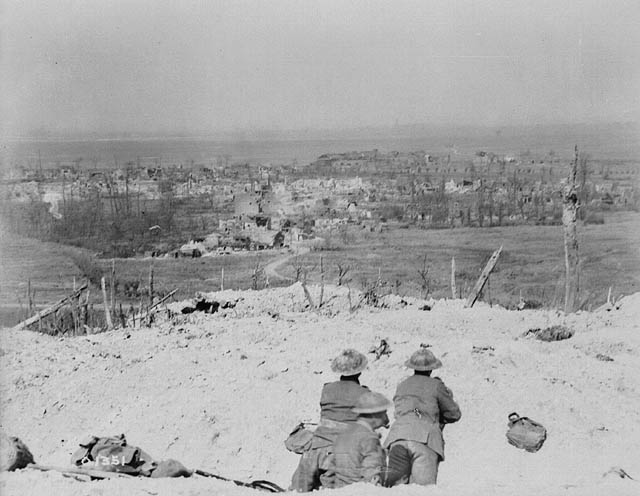
Vue sur le village de Vimy à partir de la crête de Vimy (en 1917).

- 20 juillet. le 21e RAC se rend par étapes à Arras.
- 23 juillet. Le régiment prend position derrière le Labyrinthe[N 6] :
  - Le 1er groupe est installé dans le Ravin de Roclincourt.
  - Le 2e groupe est positionné derrière Ecurie.
  - Le 3e groupe occupe le Fond de la Vase.
Leur champ de tir est la région du moulin de Neuville, Les Tilleuls, la Crête de Vimy et Thélus.
- 23 et 24 septembre. Préparation intense d’artillerie contre les lignes allemandes. Chaque batterie tire près de 2 000 obus.
- 25 septembre. Une grande attaque se déclenche, les artilleurs allongent le tir, les premières vagues pénètrent dans les tranchées ennemies.
- 26 septembre. Nouvelle attaque, retardée par le brouillard, mais l’avance est minime. Pour finir, cette attaque d’envergure n’a presque rien donné.

#### 1916
- 27 septembre 1915 - 10 mars 1916 : La bataille continue à coups de grenades et de fusils mais, jusqu’au printemps, cette lutte est sournoise et brutale. La guerre des mines, qui commence en octobre, se terminera au printemps. Il ne pleut pas, mais tout est mouillé, suintant, puis il pleut, puis il neige, il pleut à nouveau, les boyaux sont boueux, les hommes s’y enlisent et meurent. Quotidiennement, de petits combats ont lieu, pour la reprise d’un entonnoir ou le déplacement d’une barricade. Dans les deux camps, on pratique le marmitage[N 7] méthodique des batteries. Le secteur est fatigant.
- 10 mars. Les batteries écossaises viennent relever, dans une boue liquide, le 21e RAC qui part au repos près de Montdidier.

Verdun
- 2 avril : le régiment débarque par train dans la région de Verdun, sous le commandement du colonel Maucorps et du chef d’escadron Quantin.
- 4 avril : le régiment commence les reconnaissances dans un vacarme incessant d’un bombardement prodigieux.
- Du 5 au 7 avril, le 21e RAC relève, de nuit le 41e RAC.
- 7 avril au 23 juin : La 1re batterie est positionnée dans la vallée de la Meuse, le long du canal, près de la ferme Wameau.
 Les 8 autres batteries sont sur la crête de Froideterre, longue croupe qui monte de la vallée vers le Nord-Est pour rejoindre les hauteurs de Douaumont et de Fleury avec, derrière elle, la crête plus élevée des forts de Belleville et de Saint Michel, qui les sépare de Verdun. 
Le ravitaillement s’effectue par un court ravin profond et sinueux, situé entre ces deux crêtes, jonché de voitures brisées et de cadavres de chevaux. 
Sur ces croupes battues quotidiennement par les obus, les canonniers se placent entre des vestiges de bois, des traces de boqueteaux et quelques arbres déchiquetés et noircis. Immédiatement derrière les batteries, il y a un entassement inimaginable de milliers de douilles, non évacuées vers l’arrière. Partout la destruction et la mort sont présentes ; des débris de choses tordues, brisées, déchirées, brûlées, jonchent le sol qui n’existe plus. Il n’y a plus que trous dont l’enchevêtrement se modifie continuellement dans la fumée, les obus qui sifflent, grincent, hurlent ou ronronnent avant le fracas des explosions. 
Dormant peu, mangeant mal, martelé par les obus explosifs et étouffé par les obus à gaz, le régiment vivra, comme tant d’autres, dans cet enfer, pendant 79 jours (et nuits).
 Pendant ces 79 jours, les batteries du 21e régiment d’artillerie de campagne envoyèrent plus de 500 000 obus sur les lignes ennemies de la cote du Poivre, de Louvremont, de la ferme de Haudromont et du Fond de Heurias[N 8],[N 9]. 
Écrasé par d’intenses bombardements, le régiment perdit toute la 2e section de la 8e batterie et un nombre très important de ses canonniers.
- 23 juin. Le 21e RAC est relevé par le 19e RAC.

L’Aisne – chemin des Dames
- 30 juin. Le 21e embarque à Vitry le François en direction de l’Aisne et de Soissons.
- 7 et 8 juillet. Le régiment se met en batterie au sud de l’Aisne, de part et d’autre la cité du Vase et, pendant 3 semaines, le régiment décompresse dans ce secteur calme.
- 25 juillet au 20 septembre. le régiment prend position sur les crêtes au Nord de l'Aisne, sur le plateau de Madagascar et la crête de Pargnan, à mi-chemin entre Vailly et Craonne, dans un secteur tourmenté, aux vallons encaissés et ombreux, aux fonds humides bordés de pentes abruptes avec, en dernier plan, le Chemin des Dames qui n’a pas encore acquis sa tragique célébrité.

Le secteur, qui est également calme, est toutefois troublé par quelques coups de main, bombardements de minenwerfer et marmitages épisodiques.
- 21 septembre. Le 21e part cantonner dans la région de Ville-en-Tardenois et effectue des manœuvres avec la 23e division.
- 20 octobre. Le régiment est transporté à l’ouest de la forêt de Villers-Cotterêts, où il termine sa période de repos, avant d'être envoyé vers une nouvelle zone de combats.

La Somme
- 5 au 10 novembre. Sous une pluie glaciale, les trois groupes se mettent en batterie entre Biaches et La Maisonnette[N 10]. Les préparatifs sont immédiatement écrasés par l’artillerie et l’aviation allemande.
- 11 novembre au 15 décembre. Ce secteur n’a rien à envier à celui de Verdun. 
Les bombardements d’artillerie et d’aviation sont incessants. Les routes défoncées, sont nivelées par une boue liquide et gluante, les trous d’obus sont énormes et deviennent des mares où, parfois dans la nuit, des caissons et hommes disparaissent. Dans les boyaux, les soldats s’enfoncent jusqu’au genoux. Début décembre, une attaque est décommandée sans doute à cause du mauvais temps. Puis la pluie cesse, laissant la place au froid, au gel et à la neige avant de revenir. Le brouillard n’empêche pas les marmitages[N 7], mais annule les projets d’offensives.
- 24 - 25 décembre. Dans la nuit, le 3e groupe est déplacé en arrière près d’Herbecourt, sous les obus et tirs de mitrailleuses. Puis la monotonie s’installe sous les bombardements quotidiens.

#### 1917
La Champagne
- 18 au 21 janvier 1917. Le régiment quitte le secteur, et part au repos à l’Est d’Amiens par des routes couvertes de verglas.
- 26 janvier. le 21e embarque par chemin de fer pour Chalons-sur-Marne.
- 27 janvier. Le régiment va cantonner, à pied par un vent glacial et des routes verglacées, à Courtisols.
- 30 janvier. le 21e RAC part pour Suippes.
- 31 janvier. Après une marche fatigante sous la neige, le régiment se met en batterie autour de Souain et retrouve le secteur qu’il a occupé durant l’hiver 1914-1915.
Le 3e groupe se positionne entre la ferme des Wacques et le moulin de Souain.
Les 1er et 2e groupes se mettent en batterie du village jusqu’à 1 000 mètres à l’Est et au Nord-Est de celui-ci. 
Durant la nuit, les Allemands lâchent une nappe de gaz, qui glisse insidieusement dans la vallée de la Suippe.
- Les mois de février et mars se passent en d’incessants marmitages[N 7] et coups de main.
- 1er au 16 avril. En préparation d’une vaste offensive, des passages sont établis par-dessus les tranchées et boyaux et les positions de batteries sont préparées dans les premières lignes et sur les crêtes qui dominent la vallée de la Py.
- 17 au 19 avril. Les forces françaises attaquent sur la gauche d’Auberive, sur les monts. C’est la bataille des monts de Champagne. 
Pendant deux jours, sous d’épouvantables rafales de neige, la lutte sur les monts se poursuit et les Français enfoncent les lignes allemandes. Les Allemands s’accrochant dans le secteur de Souain, l’attaque française ne parvient pas à rompre le front. Les coups de main et les marmitages[N 7] recommencent.
- Après cette vaste offensive, les mois de mai et juin passent avec les attaques et bombardements réguliers.
- Début juillet, les groupes du 21e RAC vont au repos dans les environs de Chalons.
- Du 7 au 20 août, le 21e RAC remonte en ligne, le commandement français redoutant une attaque allemande au gaz, d’envergure. Les artilleurs détruisent méthodiquement les préparatifs d’attaque au gaz après les coups de main effectués par les fantassins français.
- 3 septembre. Le 21e RA appuie un très fort coup de main contre la ferme de Navarin[N 11] qui procure des bouteilles de gaz, preuve que l’ennemi préparait une attaque imminente. Mais celle-ci semble compromise, les tranchées ennemies étant totalement écrasées par les obus.
- Le reste du mois de septembre, l’artillerie pilonne méthodiquement les tranchées allemandes si bien que, début octobre, toute crainte a disparu.
- 10 octobre : Le 21e RAC est relevé par le 24e RAC.
- 11 octobre : le régiment est mis au repos près de Ville-en-Tardenois dans les camps de Poilly et de Chambrecy.

Le front italien
Le Piave
- 11 au 17 novembre. Le régiment reçoit l’ordre d’embarquer par train pour le front italien. 
 Le convoi débarque le régiment à Briançon et les batteries gravissent les pentes de la route du Montgenèvre puis du col qui est enneigé. 
Puis c’est la descente vers l’Italie, où la route est moins bonne; et un arrêt au premier cantonnement italien à Cesana Torinese, puis le régiment fait des étapes à Oulx et Suze où le régiment est accueilli par la musique des bersagliers.
- 18 et 19 novembre. Le régiment s’embarque Suze.
- 19 et 20 novembre. Le régiment débarque près du lac de Garde et prend son cantonnement entre Peschiera et Vérone et sur la rive Est du lac. La bataille de Caporetto vient de se terminer. Les troupes italiennes s’étaient ressaisies. Les Autrichiens, épuisés s’étaient arrêtés et le front se stabilisait sur le Piave et sur l’Altopiano d’Asiago [N 12]. La vie de secteur, monotone, allait continuer, mais dans un pays nouveau.

#### 1918
- De début décembre 1917 au 29 janvier 1918, le 21e est cantonné au Nord-ouest de Vicence, dans la région de Castelgomberto et construit des positions de batteries.
- 30 janvier : le régiment part prendre position dans le secteur du Piave.
- 3 et 4 février : Le 21e RAC relève le 255e RAC sur la rive droite du Piave, au sud de Pederobba. Pederobba est situé au pied du Monte Tomba (it), longé par une petite rivière, la Curogna (it), dont la vallée humide et large est en pleine vue des forces autrichiennes positionnées sur le puissant massif du Barberia et de l’Ossère. Au sud du village de la Curogna, le terrain se relève dans une région très boisée. C’est là que sont positionnées les batteries.
- Du 4 février au 14 mars, le temps printanier fait oublier les marmitages[N 7] irréguliers des Austro-hongrois.
- 14 et 15 mars : les 1er et 2e groupes sont remplacés par le 7e régiment d’artillerie de campagne italien et partent au repos à 20 kilomètres au sud de Vicence à la lisière sud des monts Berici.
- 1er avril : Le 3e groupe, remplacé par le 23e régiment d’artillerie de campagne italien part au repos aux Colli Berici (DOC). Le 1er groupe est dirigé auprès du lac de Garde à Rivoli.

L’Altipiano d’Asagio
- 6 avril : Les 2e et 3e groupes, sont dirigés par camions vers le Nord, pour prendre position sur l’altipiano d’Asagio, par une excellente route construite pendant la guerre et qui s’élève à 1 200 mètres d’altitude.
- 7 avril : Dans une neige épaisse, les 2 groupes prennent les emplacements du 256e RAC, au pied des monts de Vallonara situés à 10 km à l’ouest de Bassano del Grappa dans un lieu totalement retiré.
- Du 20 au 25 avril les groupes sont relevés par des batteries italiennes.
- Du 26 avril au 27 mai les 2 groupes effectuent des constructions de batteries, aménagements d’itinéraires jusqu’au camp de ravitaillement situé au Campo Rossignolo, du Monte Corno Battisti (it) à Lusiana, et sur les massifs alentour en vue d’une grande offensive en juin.
- 28 mai : les 3 groupes du 21e sont en place, à 1 200 ou 1 300 mètres d’altitude.
Les 1er et 3e groupes sont dissimulés, dans les sapins, sur les Sasso.
Le 2e groupe est en arrière des crêtes qui aboutissent au piton dénudé et inhospitalier du Cima-Echar.
- Du 29 mai au 13 juin, il y a des coups de main de part et d’autre, sous la pluie, la grêle et la neige. Une épidémie de grippe se déclenche qui touche près du tiers des effectifs.
- 14 juin : des déserteurs apprennent que les Austro-hongrois doivent déclencher une très grosse attaque la nuit suivante.
- 15 juin : À 2 h 55 l’ennemi déclenche sur tout le front une canonnade effroyable auquel répondent les tirs de barrage et le crépitement des mitrailleuses renforcé par l’écho des montagnes provoque un vacarme assourdissant. C’est la bataille du Solstice également appelée offensive du Piave. 
Sur le front de la 23e division française, les Autrichiens subissent un sanglant échec. En revanche à droite, les 4e et 5e batteries du 2e groupe ont leur flanc découvert, les Italiens ayant abandonné monte Valbella. Se protégeant par leurs mitrailleuses et leurs tirs de barrage les 2 batteries repoussent les vagues d’assauts autrichiennes. À 11 heures après avoir tiré 1 200 obus, les 2 batteries évacuent leurs positions.
Dans le même temps, après avoir tiré 5 500 obus sur les tranchées autrichiennes, le 1er groupe, abandonne, à 11 h 30, ses positions voisines de la route de Turcio devenues trop avancées.
 À partir de midi, le 3e groupe, renforcé de la 6e batterie du 2e groupe, établi sur les pentes Est du Sprinck et du Taglio balaie pendant 18 heures tout le terrain ennemi.
- 16 juin : Après une nuit de harcèlements réciproques, la lutte d’artillerie reprend, mais l’infanterie autrichienne est à bout de souffle après les énormes pertes subies la veille.
- 18 juin : Appuyé par les tirs d’artillerie du 21e RAC, les fantassins de la 23e division française, lancent plusieurs coups de main qui sont couronnés de succès.
- Du 23 juin au 9 juillet : Dans l’attente d’une nouvelle alerte, les 3 groupes changent régulièrement de position.
- 10 juillet au 6 octobre : La vie de secteur reprend; coups de main, reconnaissances offensives, harcèlements, représailles, bombardements et canonnades auxquels répondent les Autrichiens absorbent la vie quotidienne des artilleurs du 21e.
- 7 octobre : Le 21e régiment d’artillerie part au repos dans la région de Spineda (it) -Caozzocco-Caritano située à une douzaine de kilomètres à l’Est de Bassano del Grappa.

Le Piave
- Du 17 au 19 octobre, des reconnaissances sont effectuées au sud du Monte Tomba (it) et dans la vallée de la Curogna (it).
- 20 octobre : les batteries sont en position. Certaines aux endroits identiques à celles occupées en février.
- 22 octobre : l’ensemble du 21e RAC est disposé à cheval sur la Curogna :
Le 1er groupe, au Nord, occupe les pentes du monte Tomba et les bords marécageux de la rivière.
Le 2e groupe est positionné dans les vallonnements boisés de la rive droite avec un énorme stock de munitions en prévision d’une grosse offensive franco-anglo-italienne pour passer le Piave.
- 24 octobre : L’ordre d’attaque arrive, mais la pluie redoublant d’intensité elle est suspendue au soir. Les canons continuent, toutefois, le matraquage des lignes ennemies.
- 26 octobre : l’ordre du général Graziani, commandant le 12e corps et la XIIe armée [N 13] paraît [N 14].
- Nuit du 26 au 27 octobre : À partir de 19h30, l’artillerie alliée commence une violente préparation qui se poursuit toute la nuit avec une intensité soutenue. C'est le début de la 3e bataille du Piave également connue sous le nom de bataille de Vittorio Veneto. Les pontonniers français et italiens construisent 11 ponts sur le Piave, qui sont battus sans répit par l’artillerie et les shrapnells autrichiens. Le 107e RI français de la 23e DI soutenu par un bombardement intensif du 21e RAC traverse le fleuve, et prépare l’assaut de la falaise à pic qui domine la tête de pont, muraille garnie de mitrailleuses et dont les minenwerfers labourent le pied.
Le jour venu le tir ennemi redouble de violence et les ponts sont rompus une fois de plus. L’attaque progresse lentement.
- 27 et 28 octobre : Le 21e tire jour et nuit sur les positions ennemies, soulageant l’avance des 107e et 138e RI Français.
- 29 octobre : l’avance s’accentue et les régiments d’infanterie de la 23e DI apparaissent sur les pentes du Pianar et du Perlo. Les troupes autrichiennes fuient en désordre.
- 30 octobre : Les prisonniers affluent, la déroute autrichienne devient débâcle. Quelques batteries alliées se déplacent mais ne peuvent franchir le Piave sur les ponts, encore ébranlés et peu solides.
- 1er novembre : le 2e groupe du 21e RAC franchit le Piave à Fener, s’engage sur la rive gauche du fleuve en direction du Nord mais ne peut dépasser Segusino. L’Autrichien a complètement détruit la seule route qui existe.
- 4 novembre : La débâcle autrichienne est générale. À 15 heures les hostilités cessent avec l’Autriche. 
C’est l’Armistice.
- Pendant les jours suivants, le régiment ramène à l’arrière les nombreux canons de tous calibres que, pendant leur retraite précipitée, les troupes autrichiennes ont laissé sur leurs positions. 
 Puis le 21e RAC se prépare à partir à travers les Alpes italiennes et autrichiennes, par Innsbruck, afin de prendre à revers la Bavière ou la Saxe.
- Le 11 novembre 1918 met fin à ces préparatifs et le 21e RAC reprend alors ses cantonnements de repos dans la région de Spineda (it)-Caozzocco-Caritano quittés un mois plus tôt.
- Le 6 décembre, à Castello di Godego, le 21e RAC est passé en revue par le roi d’Italie et le général Graziani qui accrochait la croix de guerre avec palme à l’étendard et lui lisait sa citation.

### Entre-deux-guerres

#### 1919
- 15 et 16 février 1919 : Les 1er et 3e groupes, avec l’état-major du régiment rentre en France, laissant en Italie le 2e groupe, désigné pour faire partie de la brigade mixte française d’Italie composée des 78e RI, ? RI[N 15] et du 2e groupe du 21e RAC. Le groupe cantonne dans la région Sud-Ouest du lac de Garde.

- Mars : Les 1er et 3e groupes sont cantonnés à Broyes près de Sézanne.

- Avril : le régiment met ses hommes et ses chevaux à la disposition des agriculteurs dans les régions de Fismes, de Reims et de Rethel, totalement dévastées.

- 15 au 18 mai : les 9 batteries du régiment, devenu 21-265e régiment d'artillerie de campagne débarquent à Angoulême lieu de leur garnison.

- En juin, le 2e groupe du 265e RAC est dissous.

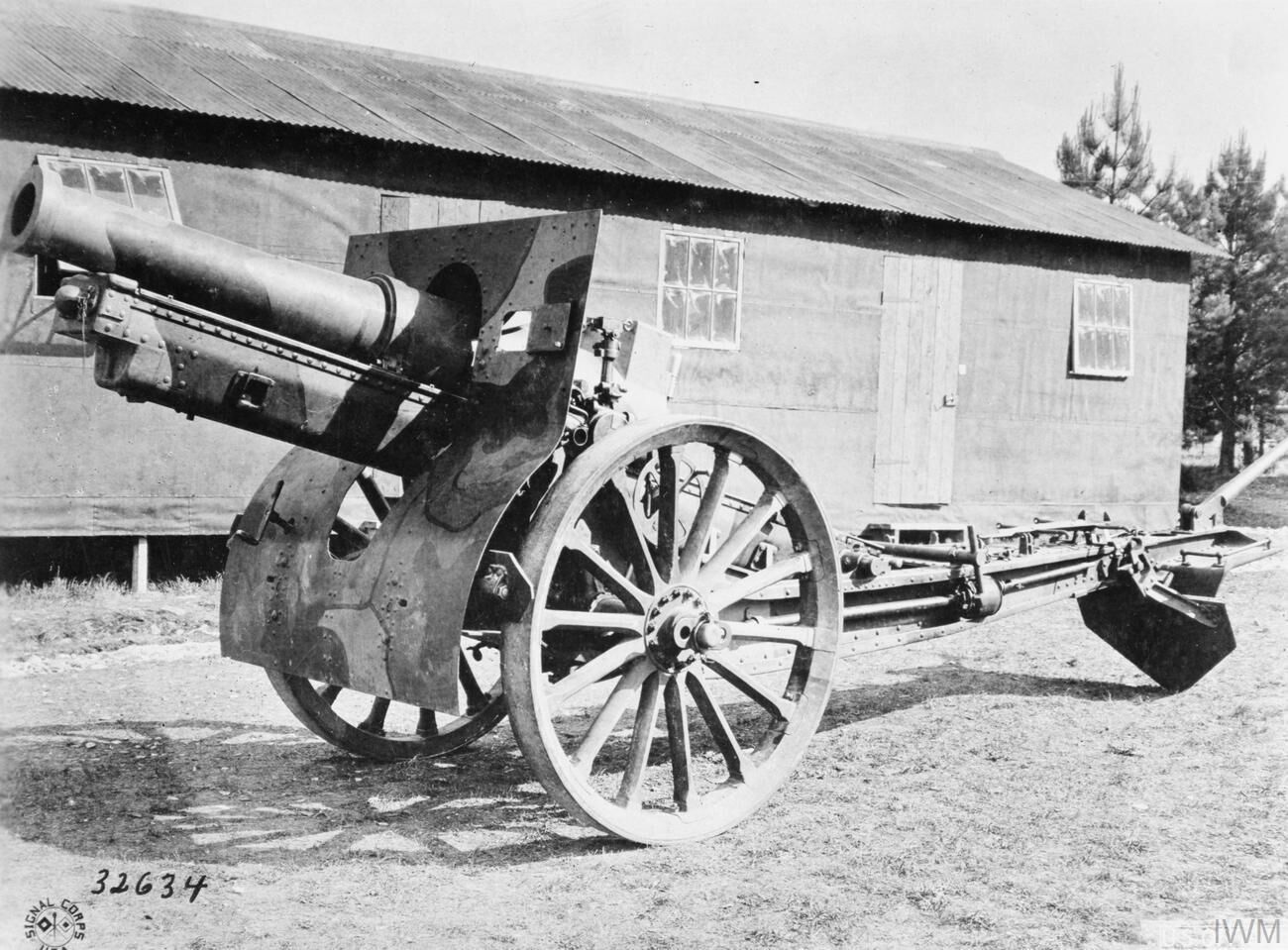
Canon de 155 modèle 1917.

L’ancien 5e groupe du 112e RAL[N 16] qui avait été pendant la guerre le groupe lourd de l’Artillerie Divisionnaire de la 23e DI, est versé au 21e RAC.
- 1er juillet : le 21e régiment d’artillerie de campagne est reconstitué sous le commandement du colonel Carvallo. Il se compose alors de 4 groupes de 75 et 2 groupes de 155C.

#### 1924
Le régiment est renforcé en 1924 par le 34e régiment. Une partie de ses éléments partent reformer le 113e RALH à Issoire. Le 21e régiment d'artillerie divisionnaire est rattaché au 12e corps d'armée et caserné à Angoulême et Périgueux.

### Seconde Guerre mondiale
Le régiment est recréé au début de la Seconde Guerre mondiale sous le nom de 21e régiment d'artillerie divisionnaire. Avec le 221e régiment d'artillerie lourde divisionnaire, il forme l'artillerie de la 24e division d'infanterie.
Il combat en juin 1940 pendant la bataille sur la ligne Weygand au sud d'Amiens,.

## Étendard
- Verdun 1916
- La Piave 1918

## Citations et décorations
Citations à l’ordre du corps d’armée (juin 1918)
- 4e batterie : Sous le commandement du capitaine Jard, a, malgré des bombardements d’obus d’ypérite, servi courageusement ses canons pendant une matinée. L’ennemi ayant pénétré dans nos lignes, a poussé ses pièces sur la crête pour tirer à courte distance, et fait battre par sa mitrailleuse les abords immédiats du front. A ensuite fait un changement de position sous le feu de l’ennemi, dans le plus grand ordre.

- 5e batterie : Énergiquement commandée par le capitaine Enria, a, sous d’incessant bombardements, continué à servir courageusement ses pièces, les a même, à un certain moment, portées en avant sur les crêtes pour remplir des missions rapprochées ; a ensuite fait un changement de position sous le feu ennemi, dans le plus grand ordre.

- 1er groupe : Groupe dont son chef, le commandant Régnier, obtient en toutes circonstances un excellent rendement et dont le moral se maintient toujours à un niveau élevé. À peine installé, au prix de grosses fatigues, sur des positions très avancées, a contribué, malgré les bombardements incessants, à arrêter d’importantes attaques ; a ensuite exécuté sous le feu un changement de position très dangereux avec l’ordre le plus parfait.

Croix de guerre avec palme (citation à l'ordre de l'armée)
- 6 décembre 1918 :

Depuis le début de la guerre, s’est acquitté des plus lourdes tâches avec un dévouement absolu et une technique remarquable.

Pendant huit mois au Labyrinthe, trois mois à Verdun, au cours des plus fortes attaques ennemies et sous un bombardement incessant ; dans la Somme, pendant les offensives de 1916 ; en Champagne, dans une activité incessante de huit mois, a fait preuve d’habileté.

Récemment en Italie, sous l’énergique impulsion du lieutenant-colonel d’Escrienne, a repoussé brillamment l’offensive autrichienne du 15 juin 1918, s'employant, malgré des contre-batteries violentes, à des tirs rapprochés et à vue directe sur les troupes d’assaut de l’ennemi ; puis au cours des attaques du 26 au 30 octobre, avec le franchissement du fleuve, a appuyé de la façon la plus réussie l’offensive générale de la division, méritant les éloges et l’affection de son infanterie, par ses tirs opportuns et efficaces qui ont aidé à briser la résistance de l’adversaire et achever sa déroute.

## Personnalités
- Michel Joseph Maunoury, en 1870[12].
- Joseph Joffre, en 1870, alors sous-lieutenant.
- Alfred Dreyfus, à partir de 1883 lieutenant puis capitaine en 1893
- Gilbert Bugeac, résistant, Compagnon de la Libération, réserviste au 21e RAC vers 1924.
- Léon Dumonteil

## Sources et bibliographie
- Historique du 21e régiment d'artillerie de campagne, Paris, H. Charles-Lavauzelle, 1920, 36 p., lire en ligne sur Gallica.
- Louis Susane : Histoire de l'artillerie française
- Historiques des corps de troupe de l'armée française (1569-1900)
- Historiques de l'artillerie française, tome I & II, colonels Henri Kauffer et Georges Van den Bogaert, imprimerie de L'Ecole d'Application de L'Artillerie- DRAGUIGNAN 1989